# 山梨県立フラワーセンター ハイジの村

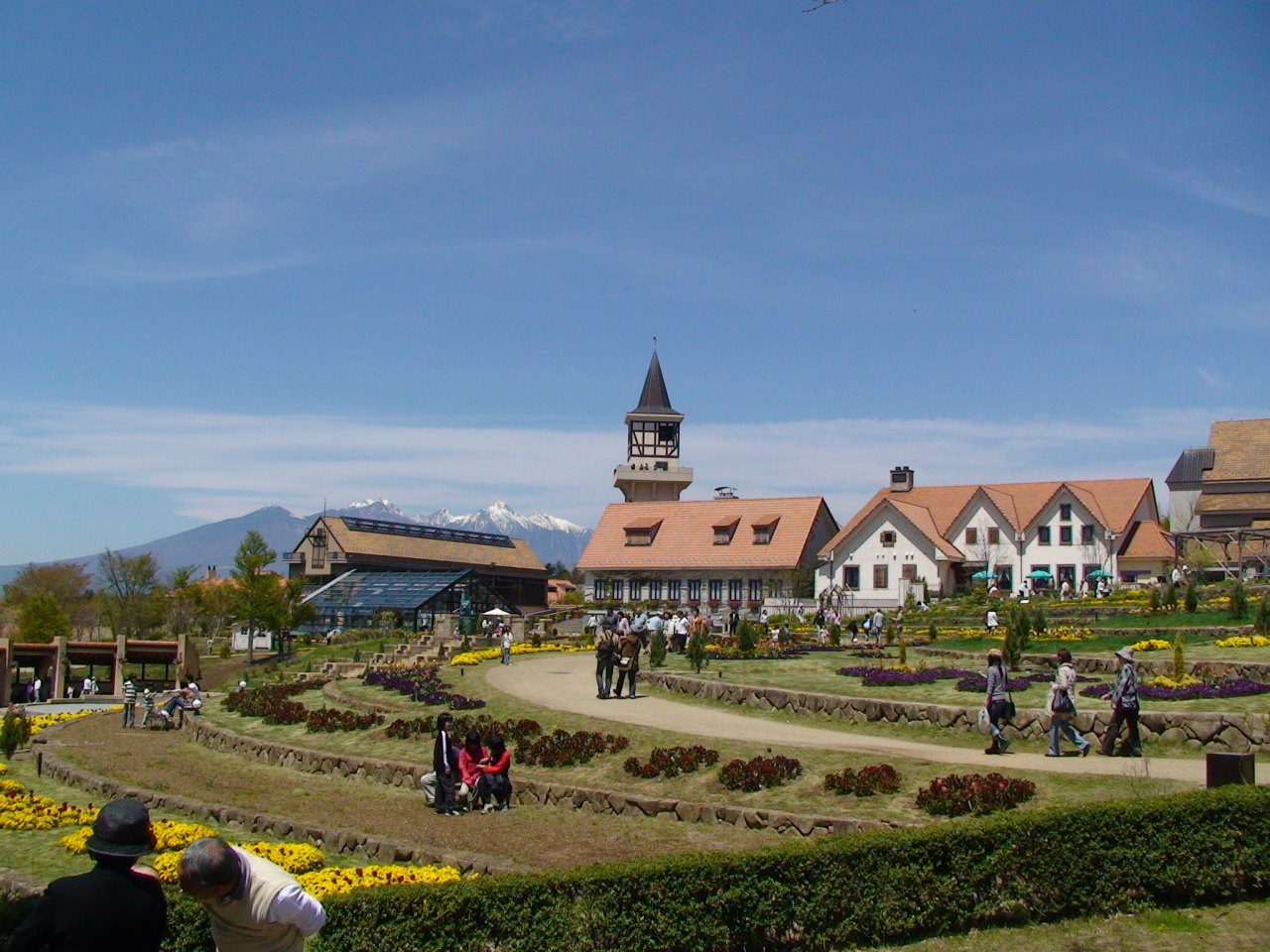
ハイジの村

山梨県立フラワーセンター ハイジの村（やまなしけんりつ フラワーセンター ハイジのむら）は、日本の山梨県北杜市にある『アルプスの少女ハイジ』をイメージした花と星のテーマパークである。

## 概要
2005年、施設運営会社・株式会社ハイジの村を立ち上げる。同時期にアニメーション作品『アルプスの少女ハイジ』について著作権を持つ瑞鷹と正式に契約を結び、施設の建築、改築を行ったとみられる。
2006年4月1日、オープン。5月、ブライダルフェア開催。以後、結婚式会場として利用可能となった。
また、コスプレイベントが2007年4月より計6回開催され、秋葉原から特別バスが運行されるなど多くの参加者が集まり、テーマパーク側も当初は知名度の向上に繋がるとしてイベントの開催を歓迎していた。しかし2008年6月、1本の苦情の電話をきっかけに2008年度は開催されないこととなった。なお、2009年度以降は通常通りの開催となる。
　

## 建設時の概要
「山梨県立フラワーセンター」とは山梨県が建設したテーマパーク施設である。
オープン後、数年間は認知度、営業力の不足により入場者数は低迷、赤字が続く。民間企業の力を借りた立て直しのため2005年、指定管理者の募集を開始する。施設建設費は約50億円で、また県内随一の天下り先とも指摘されていた。
数社の応募があった中、以下の3点が評価され、桔梗信玄餅などの菓子を製造販売する山梨県の企業、株式会社桔梗屋に運営委託された。
- 基本方針の目指す目標の高さ、公共性
- 関連事業の実績に基づく植栽の具体性、実現性
- 収支計画、集客に結びつくような提案内容

## 施設・乗りもの
季節、時期により増減する。
- ハイジのテーマ館 & ヨーロピアン・クリスマス
- クラフトショップ アルムの山小屋（改装中）

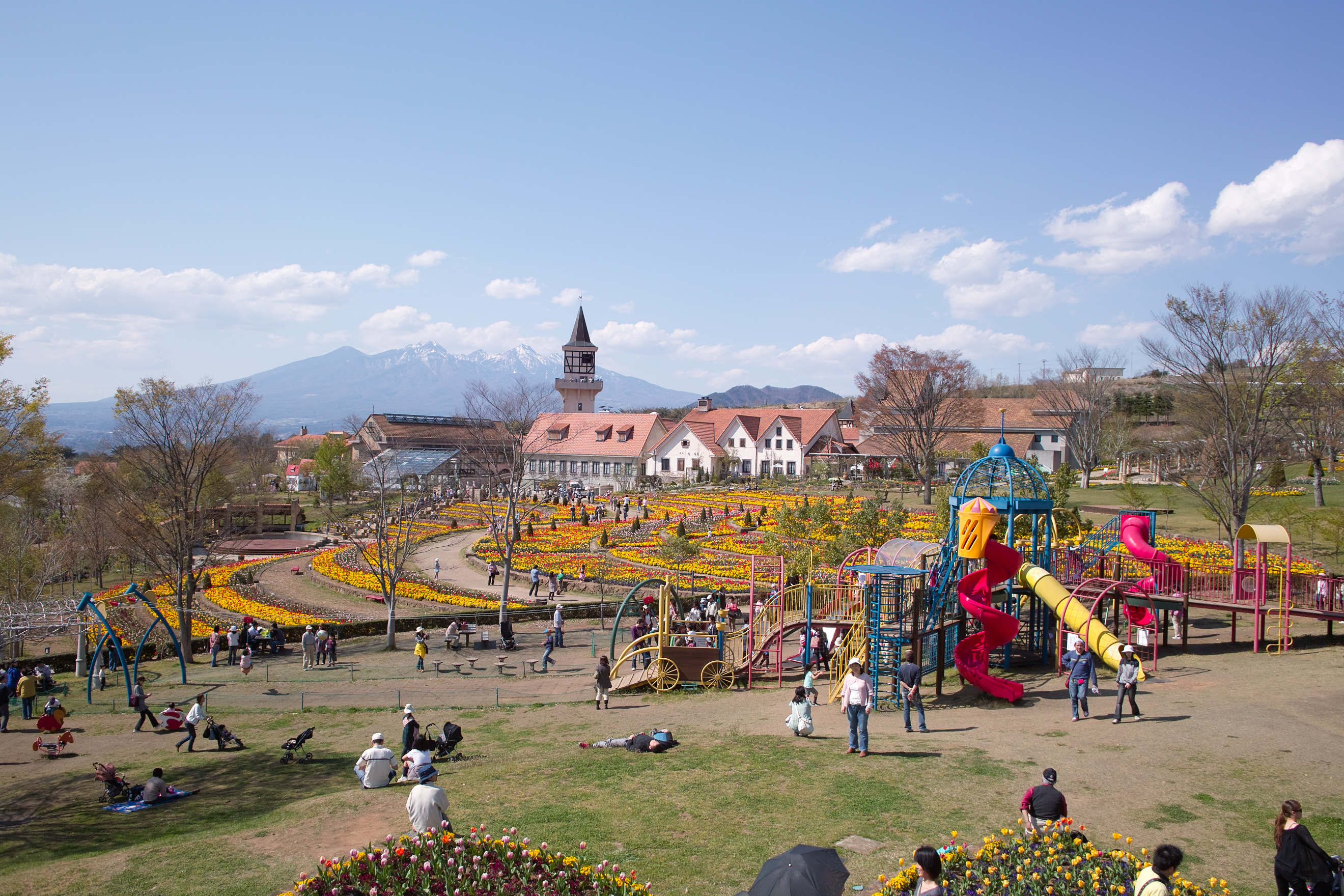
キッズ・カフェ & キャラクターグッズ ハイジの隠れ家
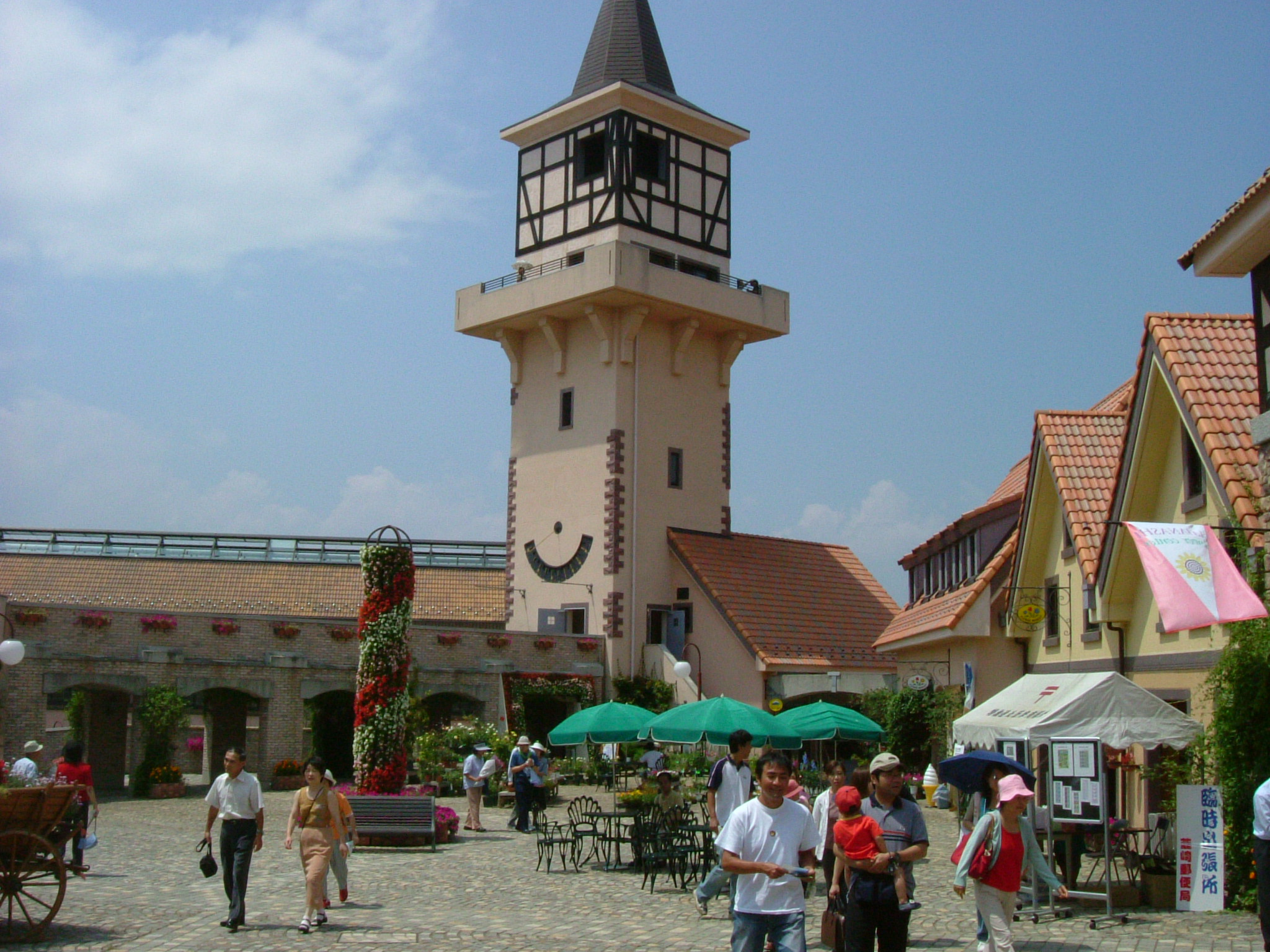
展望塔

- ガーデニング用品、花苗販売 花市場
- アクセサリーショップ チューリッヒ
- クラフト教室 フラワー工房
- スイス土産とカフェ カウベル・カフェ
- テイクアウトショップ アルプス・フェスティバル
- デルフリ村のパン屋さん
- ネイチャーショップ マイエンフェルト
- ブレッチガウの食品店
- 村の教会（多目的ホール）
- 山羊の郵便屋さん
- 屋外バーベキュー パストラル・ガーデン
- 星屑のステージ
- 村一番のレストラン ボルケーノ
- 花の写真館 スタジオ・クララの部屋
- 薔薇苗 花テラス
- 鑑賞温室
- アルムの森
- キッズ・ガーデン
- ハイジのお花畑
- パストラル・ガーデン
- パノラマ花壇
- ヨーロピアン・ローズガーデン
- レストランの野菜畑
- 山羊飼いペーターの広場
- 薔薇の回廊
- 虹の池
- 授乳室
- 医務室
- （おんじの仕事部屋）
- ハイジのロードトレイン

- キッズ・ガーデン
- 展望塔

## 施設概要
所在地
- 山梨県北杜市明野町浅尾2471 郵便番号 407-0201

入園料
- 高校生以上：500円（個人）、400円（団体）
- 中学生および小学生：250円（個人）、200円（団体）

団体割引は20名以上。
- 入園無料対象者（保険証、運転免許証、障害者手帳などの提示が必要）
  - 障害者およびその介護者
  - 土曜日に利用する小・中・高校等の児童、生徒
  - 小学生未満の子ども

休園日
- 1 - 3月の火曜（火曜日が祝日の場合開園）
- 年末年始（1月1日）

開園時間
- 9時 - 18時（4月1日 - 7月20日 / 9月1日 - 11月20日）
- 9時 - 21時30分（7月21日 - 8月31日 / 11月21日 - 12月27日）
- 9時 - 17時（1月2日 - 3月31日）

アクセス
- 公式サイト　交通参照